# هارون ستيل (لاعب كرة قدم)
هارون ستيل (بالإنجليزية: Aaron Steele)‏ (4 فبراير 1983 بنورتش في المملكة المتحدة - ) هو لاعب كرة قدم بريطاني في مركز الدفاع. لعب مع Toronto Lynx ‏ وBrampton City United FC ‏ وHamilton Thunder ‏.

## وصلات خارجية
- هارون ستيل على موقع قاعدة بيانات كرة القدم.إي يو (الإنجليزية)